# TG16
A TG16 (cirill betűkkel: ТГ16) egy szovjet keskeny nyomtávú, hidraulikus erőátvitelű, B' B' + B' B' tengelyelrendezésű dízelmozdony-sorozat volt. 1966 és 1974 között összesen 95 db-ot gyártott belőle a Ljugyinovói Dízelmozdonygyár.